# Centrosaurinae

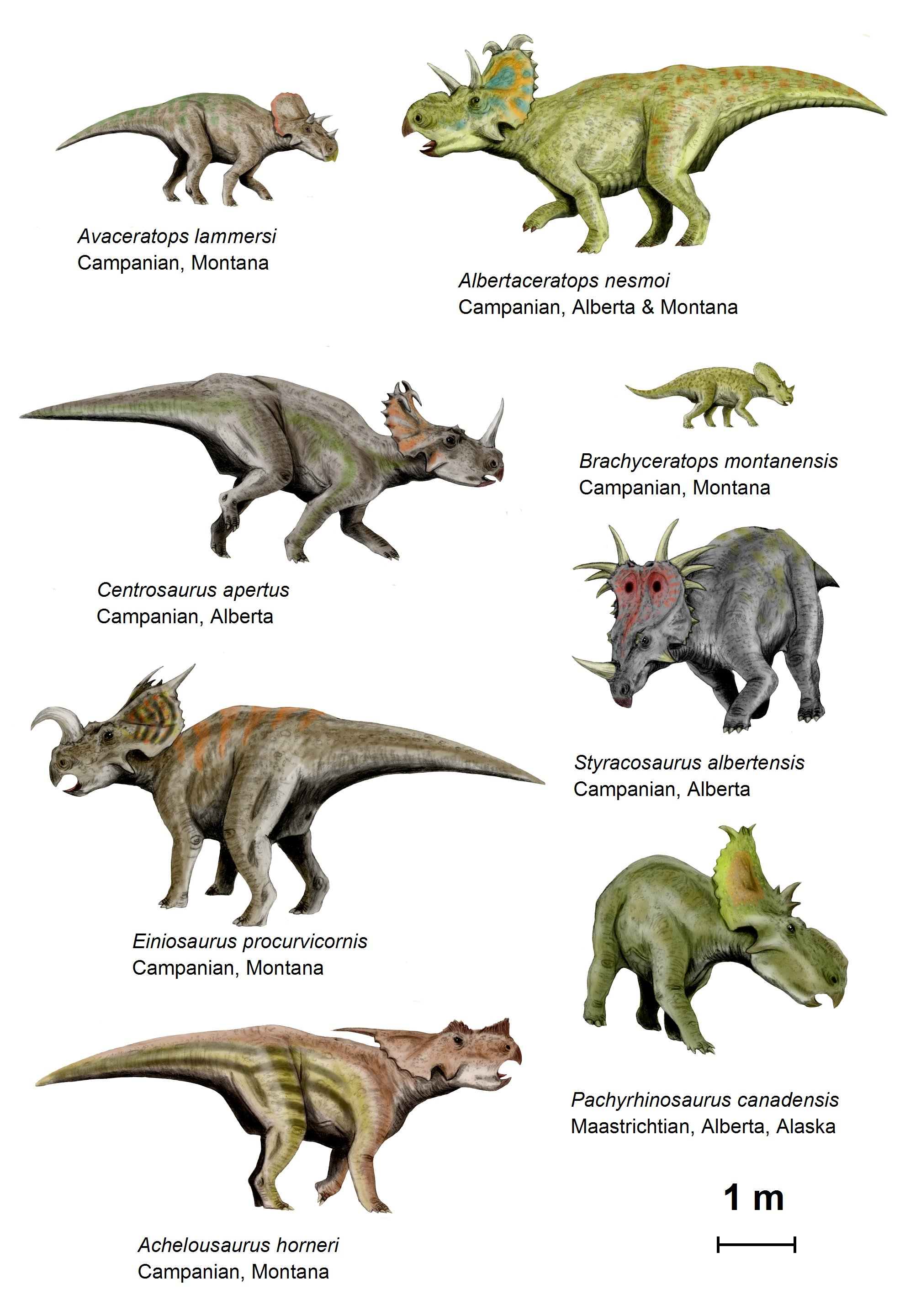
Een aantal Centrosaurinae

De Centrosaurinae vormen een klade van ornithischische dinosauriërs.
Een onderfamilie Centrosaurinae werd eerst benoemd door Lambe in 1915.
De eerste definitie als klade was van Paul Sereno in 1998: de groep bestaande uit Pachyrhinosaurus en alle soorten nauwer verwant aan Pachyrhinosaurus dan aan Triceratops. In 2004 werd door Peter Dodson een afwijkende definitie gegeven, die substantieel vermoedelijk niet afwijkt: de groep omvattende alle soorten nauwer verwant aan Centrosaurus dan aan Triceratops. In 2005 nam Sereno deze definitie over maar voegde er de volledige soortnamen aan toe: Centrosaurus apertus en Triceratops horridus.
De Centrosaurinae vormen samen met hun zustergroep de Chasmosaurinae een strikte onderverdeling per definitie van de Ceratopidae. Ze leefden tijdens het Late Krijt — meer bepaaldelijk het late Campanien en het vroege Maastrichtien — in het huidige Noord-Amerika en waren typisch grote vormen met een lange hoorn of grote hoornaanzet op de neus die, gezien de vaak uitgestrekte beenderlagen die ervan gevonden zijn, kennelijk in enorme kudden leefden.

## Kladogram
Een mogelijke stamboom van de Centrosaurinae is de volgende:
```
Centrosaurinae

|--
Albertaceratops
  
`--+--
Centrosaurini

   |  |--
Centrosaurus

   |  `--
Styracosaurus

   `--
Pachyrhinosaurini

      |--
Einiosaurus

      `--+--
Achelousaurus

         `--
Pachyrhinosaurus
```